# Euderus multilineatus
Euderus multilineatus är en stekelart som först beskrevs av Girault 1917.  Euderus multilineatus ingår i släktet Euderus och familjen finglanssteklar. Inga underarter finns listade i Catalogue of Life.